# Towarzystwo Kontroli Rekordów Niecodziennych
Towarzystwo Kontroli Rekordów Niecodziennych – towarzystwo powołane w 2000 roku na terenie Rabkolandu w Rabce-Zdroju, którego celem jest zbieranie informacji o nietypowych polskich rekordach i zjawiskach, organizowanie i nadzorowanie imprez rozrywkowych z nimi związanych oraz publikowanie ich w formie książkowej. Jako stowarzyszenie zwykłe towarzystwo zostało zarejestrowane w starostwie powiatowym w Nowym Targu. 

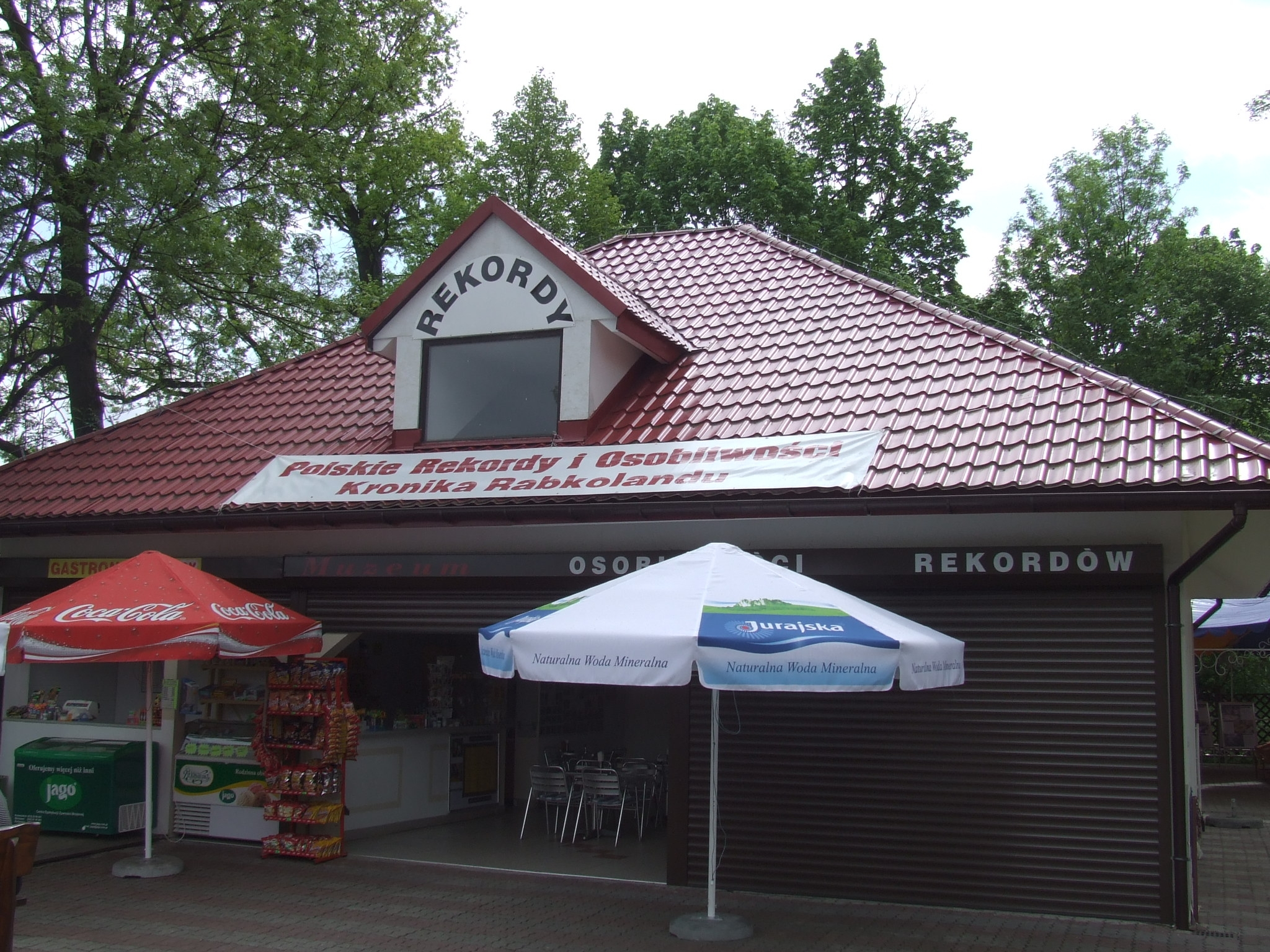

## Historia
Inicjatorem zawiązania towarzystwa był Eugeniusz Wiecha, przedstawiciel Rabkolandu, który postanowił zgromadzić w jednym miejscu różne osobliwości i dziwne rekordy ustanawiane w Polsce. Z podobnym zamiarem nosił się Kanclerz Kapituły Orderu Uśmiechu, Cezary Leżeński, ale chciał ograniczyć się do rekordów dziecięcych. On też został pierwszym prezesem Towarzystwa Rekordów Niecodziennych. Z końcem 2004 roku towarzystwo liczyło 126 członków. Wśród nich są znani ludzie radia i telewizji, jak np.: Maciej Kuroń, Leszek Mazan, Krystyna Bochenek, Katarzyna Dowbor, Maciej Dowbor, Stefan Friedmann, Kuba Sienkiewicz, Bogdan Wołkowski, Tadeusz Zwiefka. W 2001 dla potrzeb gromadzonych eksponatów powstało na terenie Rabkolandu Muzeum Rekordów i Osobliwości, które jest własnością towarzystwa.

## Organizacja towarzystwa
Działalność towarzystwa opiera się na pracy społecznej swoich członków. Jako stowarzyszenie zwykłe towarzystwo nie ma obowiązku organizowania walnych zebrań. Członkowie towarzystwa pełnią różne dobrowolnie przyjęte na siebie funkcje, w zależności od zakresu działań, np.: Kontroler Wysokich, Naczelny Kontroler Rekordów Podhala, Wysoki Kontroler Rekordów Kulinarnych (Maciej Kuroń). Jedynym obowiązkiem członków jest rzetelność w kontroli rekordów i osobliwości. Towarzystwo prowadzi archiwum polskich rekordów oraz przyznaje certyfikaty i wpisuje je do rejestru. Na wzór Księgi rekordów Guinnessa co roku wydaje księgę polskich rekordów. Jednym z rekordowych obiektów który otrzymał certyfikat rekordu Towarzystwa Kontroli Rekordów Niecodziennych jest Karpacka Barć Milenijna o wysokości  15,31 m która jest najwyższym obiektem tego typu w Polsce. Rekordowa barć znajduje się na terenie Muzeum Pszczelarstwa w Stróżach a wpisana jest do "Księgi Rekordów i Osobliwości".

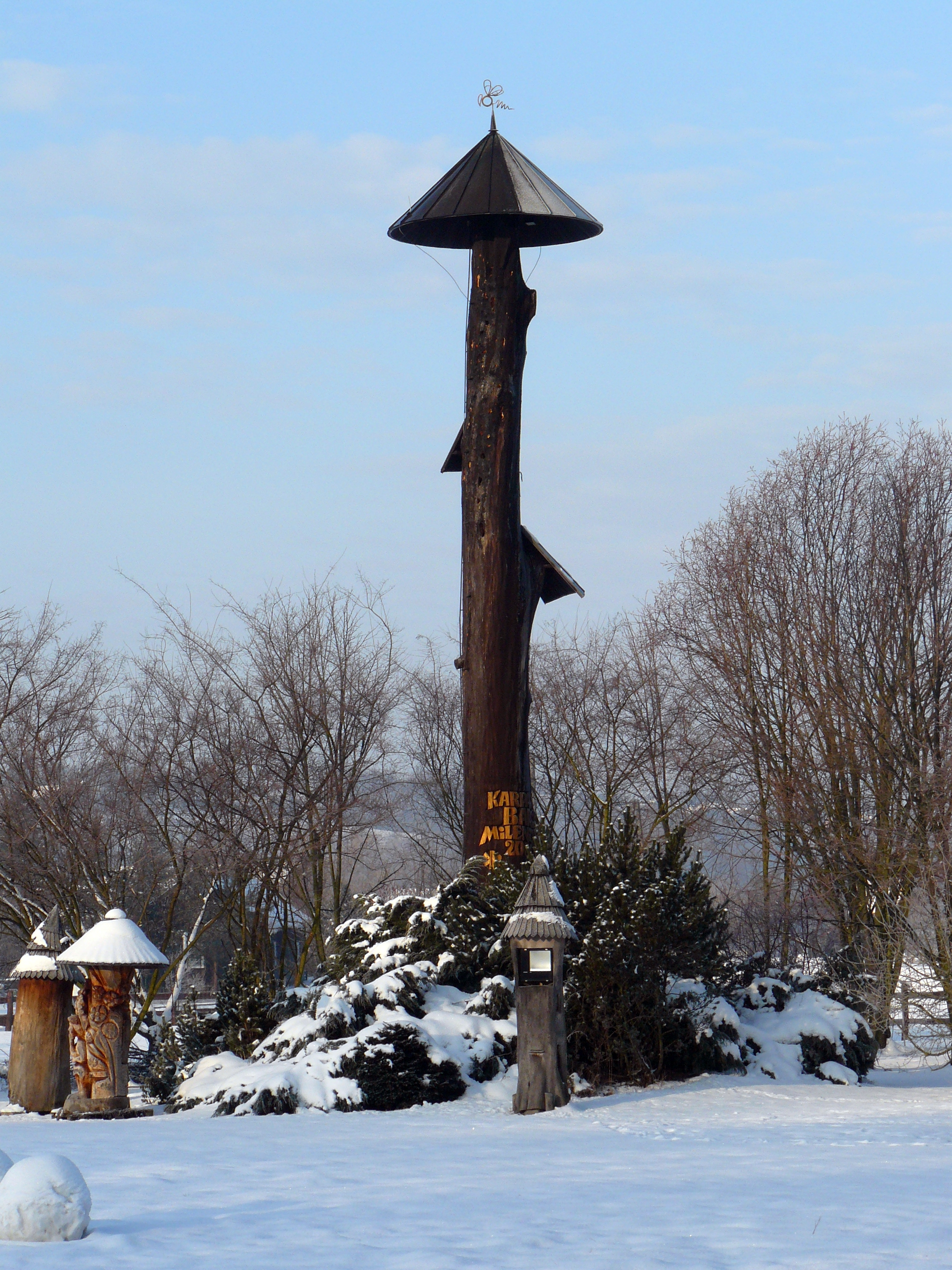
Barć o rekordowej wysokości 15,31 m w Stróżach

## Imprezy organizowane przez towarzystwo
Oprócz różnych pomiarów i konkursów odbywających się na Placu Rekordów przed muzeum, w stały kalendarz wpisało się kilka imprez:
- Mistrzostwa Polski w jeździe na muszlach klozetowych - Historia zabawy sięga 1999 roku, kiedy to na wystawie branżowej w Paryżu w  Eugeniusz Wiecha poznał Nowozelandczyka, który zajmował się produkcją różnych niekonwencjonalnych pojazdów, w tym jeżdżących klozetów. Zimą 2000 roku nabył od niego 4 egzemplarze w niemieckim oddziale firmy. Pierwszy wyścig w Rabkolandzie odbył się 19 sierpnia 2000 roku. Impreza wzbudziła zainteresowanie mediów oraz publiczności i odtąd jest organizowana corocznie w trzecią sobotę sierpnia.

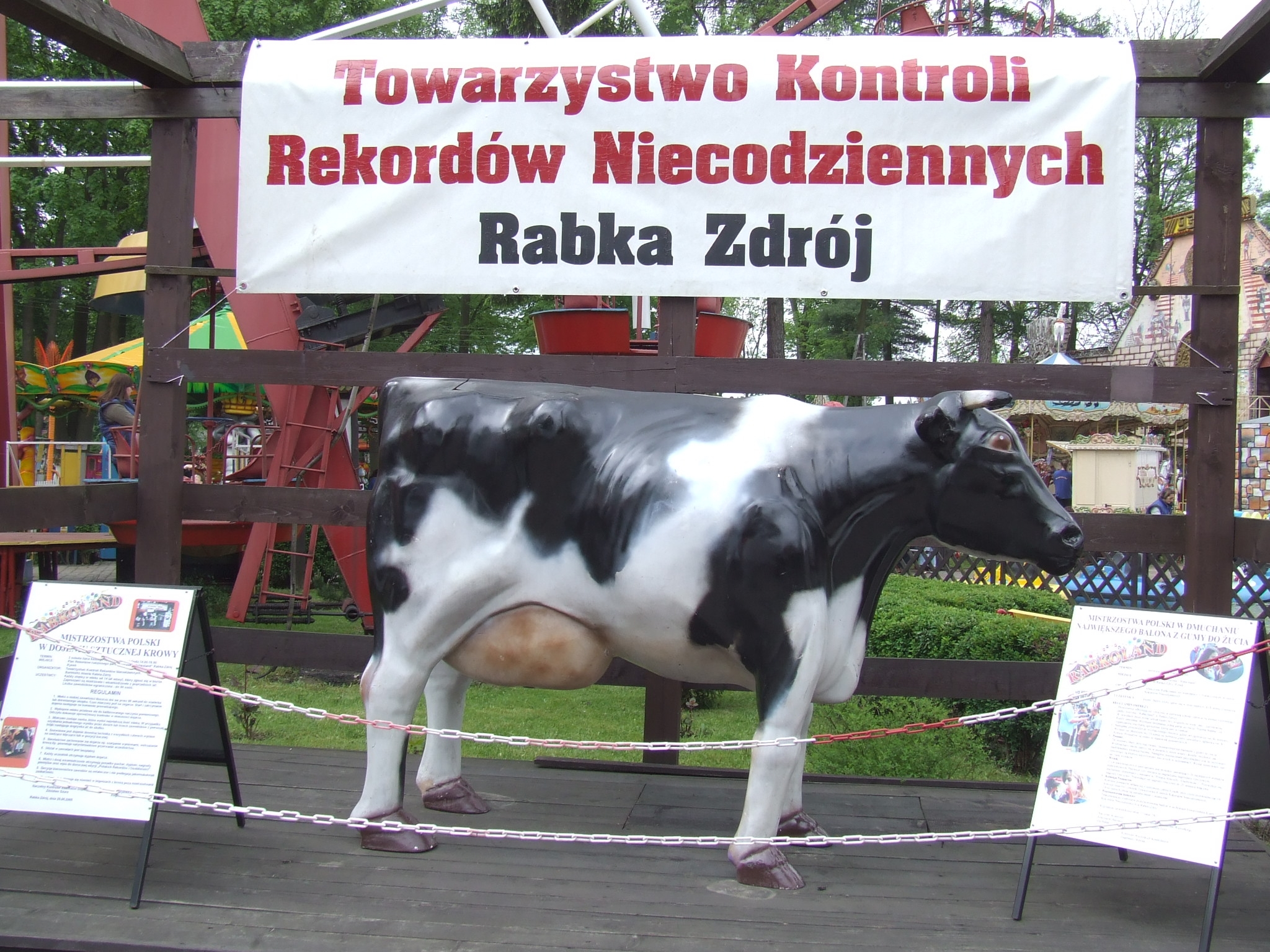

- Mistrzostwa Polski w dojeniu sztucznej krowy - pomysł zabawy Eugeniusz Wiecha podpatrzył u zaprzyjaźnionego niemieckiego przedstawiciela z branży rozrywkowej, Hansa Zimmera, który od 1995 roku z dużym powodzeniem organizował mistrzostwa Niemiec w dojeniu sztucznej krowy. Od niego też zakupił takową zimą 2001 roku. Pierwsze zawody odbyły się 4 sierpnia 2001 roku w związku z otwarciem Muzeum Rekordów i Osobliwości. Obecnie co roku mają miejsce w trzecia sobotę lipca. Krowa Rabkolandu zwana "Robculą" użyczana była kilkakrotnie do programów emitowanych przez telewizję oraz na różne imprezy, jak np. podobne mistrzostwa Warszawy w 2002 roku i mistrzostwa Wrocławia w rok później.

- Mistrzostwa Polski w dmuchaniu balonu z gumy do żucia - wydmuchany balon jest mierzony specjalnym "balonomierzem". Impreza odbywa się w pierwszą sobotę czerwca.